# Mucyny
Mucyny – glikoproteinowy składnik śliny (nadający jej lepkość) i żółci, występujący również w żołądku oraz jelicie, gdzie chroni ich błony śluzowe przed działaniem enzymów trawiennych. To rodzaj glikokoniugatów o dużej masie cząsteczkowej, produkowanych przez nabłonek większości zwierząt. Kluczową cechą mucyn jest ich zdolność do tworzenia żeli, dlatego są one podstawowym elementem w większości gęstych wydzielin, pełniąc szereg funkcji, od smarowania, przez sygnalizację komórkową, do tworzenia barier chemicznych. Niektóre mucyny są związane z kontrolą mineralizacji (np. formowanie masy perłowej u mięczaków, wapnienie u szkarłupni i mineralizacja kości u kręgowców). Białka te wiążą się również z patogenami jako część układu odpornościowego. Nadekspresja białek mucyny, zwłaszcza MUC1, powiązana jest z wieloma rodzajami nowotworów.